# Mopsueste
Pour les articles homonymes, voir Misis.
Mopsueste (en grec ancien Μοψουεστία) est une ville antique de la Cilicie champêtre (Cilicia campestris, devenue plus tard la province de Cilicia Secunda) sur le Pyramos (l'actuel Ceyhan Nehri), fleuve coulant à 20 km d'Antioche de Cilicie (l'actuelle Adana).

## Dénominations
Mopsueste ou Mopsuestia a aussi été appelée dans l'antiquité Mopsus, Mopsos, Misis, Mopsucrenae, Séleucie du Pyramos, Hadriana sous Hadrien, Decia sous Dèce et Mamistra au Moyen Âge, sous le royaume arménien de Cilicie. Elle a gardé ce nom jusque dans les années 1960 lorsqu'il fut changé en Yakapinar.

## Histoire

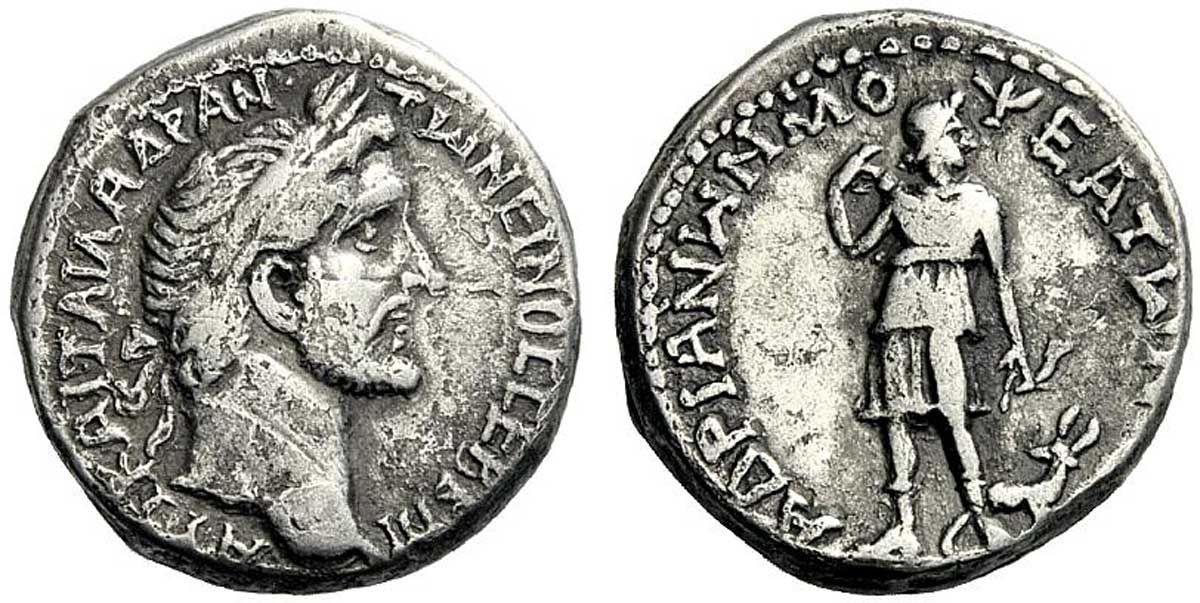
Monnaie frappée à Mopsueste.

La fondation légendaire de cette ville est attribuée à Mopsos, devin qui vécut avant la Guerre de Troie. Le christianisme fut introduit très tôt à Mopsueste : il y est fait mention d'un évêque au IIIe siècle : Théodore, adversaire de Paul de Samosate. Y résidèrent également saint Auxence (mort en 360), et l'évêque Théodore de Mopsueste, maître de Nestorius. Cette ville de l'Empire romain d'Orient fut assiégée par les Arabes dès 636, et finalement prise en 686. En 700, ces derniers fortifièrent la ville elle-même. En raison de sa position stratégique sur la frontière entre l'Empire byzantin et le monde musulman, la ville fut disputée entre les Arabes et les Romains d'Orient, changeant de mains à plusieurs reprises. Jean Ier Tzimiskès la reconquit pour les Byzantins en 965 après un échec l'année précédente.
Entre 1097 et 1133, la ville passe aux mains des Croisés qui y nomment un archevêque latin, Raoul de Domfront. Tancrède de Hauteville l'annexe à la Principauté d'Antioche, mais la ville est continuellement disputée entre Latins, Grecs et Arméniens. Jean II Comnène puis Manuel Ier Comnène la reconquièrent ainsi pour l'Empire byzantin respectivement en 1137 et 1159. Les Arméniens en gagnent le contrôle peu après, d'abord comme sujets byzantins, puis de façon autonome après 1173. Après un incendie dévastateur en 1266, la ville devient en 1268 la capitale du royaume arménien de Cilicie.

## Archéologie

### Synagogue ou église?
Le monument le plus remarquable de l'époque byzantine est un édifice de culte dont l'identification est disputée : on y voit tantôt une église, tantôt une synagogue, construite au Ve siècle et possédant un cycle remarquable de mosaïques figurées.

### Le pont de Mopsueste
Déjà l'empereur romain Constance II avait restauré en 361 un pont perse enjambant le Pyramos sur la grande route de Tarse à Antioche de Syrie, à soixante-dix kilomètres environ de la première et cent cinquante kilomètres de la seconde, suivi en cela par Justinien Ier en 562, par Constantin V en 743 et par Michel III en 840 après des séismes, puis à nouveau par le sultan ottoman Mahmoud Ier en 1737 après une violente crue. En juillet 1832, l'armée ottomane, après sa défaite à la bataille du col de Beylan, fait retraite devant l'armée égyptienne d'Ibrahim Pacha et, pour ralentir ce dernier, fait sauter les arches du pont. L'ouvrage fut encore restauré en 1835 et dernièrement en 2003 après le séisme de 1998 en Turquie et Syrie (en); on n'a pas encore évalué les dommages dus aux séismes de 2023 en Turquie et Syrie.

## Démographie
| 1997  | 2000  | 2007  | 2009  |
| ----- | ----- | ----- | ----- |
| 4 383 | 5 453 | 5 765 | 5 932 |